# Рудюк Максим Павлович
Макси́м Па́влович Рудю́к (13 серпня  1920, с. Кривошиї, Хмільницький р-н, Вінницька обл. — 10 липня 1970, м. Вінниця) — акушер-гінеколог, учасник Другої світової війни, ректор Вінницького державного медичного інституту.

## Життєпис
Максим Павлович Рудюк народився  13 серпня  1920 р. у багатодітній селянській родині в с. Кривошиї Хмільницького району Вінницької області. У 1936 р. закінчив сім класів місцевої неповної середньої школи, вступив до Вінницької фельдшерсько-акушерської школи. Через скрутне матеріальне становище був змушений перервати навчання.
У 1939 р. переїхав до старшого брата, який мешкав у м. Свердловськ. 29 жовтня 1940 р. після закінчення місцевої середньої школи був призваний Свердловським районним військкоматом до Червоної армії. Служив командиром гармати 239-го артилерійського полку 77-ї гірськострілецької дивізії Закавказького військового округу.
Під час Другої світової війни М. П. Рудюк служив старшиною кавалерійського ескадрону, командиром гармати артилерійського дивізіону 52-го кавалерійського полку 47-ї кавалерійської дивізії Південно-Західного фронту. В боях проявляв виняткову мужність Під час наступу німецьких військ брав участь в обороні станції Голендри та села Люлинці Калинівського району на Вінниччині. Під час оборони станції Фастів на Київщині 28 серпня 1941 р. зазнав важкого поранення.
З грудня 1941 р. до серпня 1943 р. перебував у 31-му окремому батальйоні одужуючих спочатку на лікуванні, згодом — на посаді старшого санітара-інструктора 38-ї запасної стрілецької дивізії Закавказького фронту. З серпня 1943 р. до жовтня 1945 р. служив фельдшером полкового лазарету у званні старшого лейтенанта медичної служби 110-го стрілецького запасного полку 38-ї запасної стрілецької дивізії Закавказького фронту.
Демобілізувавшись восени 1945 р., повернувся в рідне село, вступив до Чернівецького медичного інституту. У 1946 р. перевівся до Вінницького медичного інституту, який закінчив з відзнакою у 1950 р. Упродовж липня-жовтня працював лікарем. Керівництво навчального закладу, як кращому випускнику, запропонувало йому займатися науковою роботою. Упродовж 1950—1952 рр. Максим Рудюк навчався в клінічній ординатурі.
Підвищуючи кваліфікацію на курсах у 1951 р., М. П. Рудюк оволодів психопрофілактичним методом знеболювання пологів і з успіхом втілював його в практичну діяльність пологових закладів Вінниччини.
Протягом 1952—1958 рр. працював асистентом кафедри акушерства та гінекології Вінницького медичного інституту. У 1954 р. і 1955 р. керівництво за досягнуті успіхи в науково-дослідницькій, навчальновиховній, адміністративній та господарській роботі нагороджувало молодого науковця подяками із занесенням до особової справи.
У 1957 р. М. П. Рудюк захистив кандидатську дисертацію на тему «Материалы к клинике, диагностике и лечению серозного лактационного мастита» і в 1958 р. йому було присвоєно науковий ступінь кандидата медичних наук. Цього самого року Миколу Павловича призначили на посади старшого викладача кафедри акушерства і гінекології та заступника декана інституту.
У 1959 р. на засіданні вченої ради Вінницького державного медичного інституту він був обраний доцентом кафедри акушерства та гінекології. Своїм рішенням Вища атестаційна комісія у 1960 р. затвердила М. П. Рудюка у вченому званні доцента.
Одночасно впродовж 1959—1965 рр. Максим Павлович працював деканом лікувального факультету. Особливу увагу приділяв виробничій практиці студентів, під час якої поглиблювалися й закріплювалися їхні теоретичні знання, набувалися й удосконалювалися практичні навички та уміння. Декан М. П. Рудюк був добре обізнаний зі змістом щоденників студентів медичного інституту, які проходили практику в різних лікувальних закладах і переважна більшість яких успішно виконували програму виробничого навчання. Він вимагав від деканату і кафедр лікувального факультету вимогливішого ставлення до організації і контролю проходження студентами виробничого навчання; від викладачів — вимогливішого ставлення до оцінки практичної діяльності майбутніх лікарів; від студентів — добросовісного виконання програми проходження практики, належного оформлення документації з урахуванням граматичної і медичної грамотності, зокрема, охайного ведення щоденників.
У 1965 р. Максим Павлович був призначений проректором з навчальної роботи. У травні 1967 р. був обраний ректором Вінницького державного медичного інституту. На цій посаді працював до кінця свого життя. Максим Павлович приділяв увагу зміцненню дисципліни, вдосконаленню навчально-виховного процесу, науковій роботі, поліпшенню побутових умов студентів та забезпеченню співробітників житлом.
Перший рік роботи Максима Павловича на посаді ректора Вінницького державного медичного інституту дав відчутні результати. У газеті «Молодий медик» за 30 грудня 1967 р. була опублікована стаття М. П. Рудюка «Рік, що залишиться в наших серцях», в якій йшлося про здобутки Вінницького медичного інституту. Зокрема, на перший курс у 1967 р. було зараховано 475 студентів; упродовж року викладачі інституту захистили 21 кандидатську та 6 докторських дисертацій. Науковці працювали над проблемами, що мали на той час вагоме значення для практики охорони здоров'я в країні.
Максим Павлович ретельно готувався до кожної своєї лекції і вимагав цього від усіх викладачів. Виклад матеріалів, на його думку, мав бути змістовним, добре продуманим, з дотриманням чіткого плану, насиченим новими сучасними матеріалами, донесеними образно, логічно, емоційно.
У 1969 р. за редакцією М. П. Рудюка вийшли друком матеріали ювілейної наукової конференції Вінницького медичного інституту «Основные этапы и направления деятельности Винницкого медицинского института им. Н. И. Пирогова».
Щодо наукової роботи викладачів інституту, то ректор спрямовував її в русло вивчення впливу професійних шкідливостей на стан здоров'я працівників сільського господарства і промислового виробництва; сприяв покращенню роботи з видання наукових праць, збірників та підручників.
За період роботи Максима Павловича на посаді ректора було збудовано гуртожиток № 4, значно зріс фонд бібліотеки медичного інституту; поступово і вдало вирішувалися питання забезпечення житлом співробітників навчального закладу.
М. П. Рудюк був автором понад 40 наукових праць, у тому числі посібника для лікарів і студентів «Акушерская госпитальная клиника» (1959); підручників для медичних училищ «Акушерство и гинекология» (1964) та «Акушерство» (1967); видання для практичних лікарів «Беременность и роды у первородящих женщин старшего возраста» (1975). Напрямками наукових досліджень Максима Павловича були: знеболення пологів шляхом новокаїнової анестезії та психопрофілактичними методами; діагностика, лікування, профілактика серозного лактаційного маститу; раціональне ведення вагітності й пологів у первісток старшого віку та ін.
Максим Павлович Рудюк помер 10 липня 1970 року, похований у м. Вінниці.